# Virginia Slims of Indianapolis 1992
Il Virginia Slims of Indianapolis 1992 è stato un torneo di tennis giocato sul cemento indoor. È stata la 13ª edizione del torneo, che fa parte del WTA Tour 1992. Si è giocato ad Indianapolis negli USA dal 9 al 15 novembre 1992.

## Campionesse

### Singolare
Helena Suková ha battuto in finale  Linda Wild con il punteggio di 6–4, 6–3

### Doppio
Katrina Adams /  Elna Reinach hanno battuto in finale  Sandy Collins /  Mary Lou Daniels con il punteggio di 5–7, 6–2, 6–4